# بر ملاحة
بر ملاحة قرية تاريخية تقع على طريق الحج العراقي، في حلة المزيدين من بابل، وعلى شاطيء نهر الفرات، وفيها قبر النبي حزقيال أو ذو الكفل، الذي يكثر اليهود والمسلمين من زيارته، واشتهرت به.

## تعدد المسميات
- بانقيا: هكذا كانت تسمى في عهد النبي إبراهيم الخليل، وذلك حوالي سنة 1935 قبل الميلاد.

بانِقيا: بكسر النون: ناحية من نواحي الكوفة، ذِكرها في الفتوح، وفي أخبار إبراهيم الخليل، عليه السلام: خرج من بابل على حمار له ومعه ابن أخيه لوط يسوق غنماً، ويحمل دلواً على عاتقه، حتى نزل بانقيا. والغنم يقال لها بالنبطية: نقيا..اما في الفتوحات الإسلامية، فذكر انها تقع على الفرات، حيث جاء في كتاب الصلح من خالد بن الوليد إلى صلوبا بن بصبهرة، صاحب بانقيا، وهو معروف، ومنزله بشاطيء الفرات.
- بلاشكر: سميت بهذا الاسم في زمن البرثيين، من سنة 241-226 قبل الميلاد.

قرية الكفل الحالية، فيقال إنها في موقع مدينة بلاشكر (Vologasias)، التي ابتناها أحد الملوك البرثيين في أوائل النصرانية سنة 60 بعد المسيح، لاستجلاب التجارات والبضائع من أقاصي الهند والشام وآسيا الصغرى. وغلب التقليد على ان هناك قبر حزقيال النبي، وقد قال القديس ابيفانوس، ان قتل حزقيال كان على يد رئيس امة اليهود، اذ إغتاظ من النبي بما كان يندد به، ثم دفن في المغارة التي دفن فيها سام وارفخشاد من اجداد أبراهيم. وقال بنيامين التطيلي الذي زاره في القرن الثاني عشر ماترجمته: يقوم كنيس النبي حزقيال، الراقد بسلام على عدوة الفرات.
بلاشكر: قرية بين البردان وبغداد، لها ذكر في الشعر والأخبار. والبردان، أيضاً في الكوفة، وكان منزل وبرة بن رومانس، وهو أخو النعمان بن المنذر لأمه، فمات ودفن في هذا الموضع، فلذلك يقول مكحول بن حرثة برثيه:
ويقال انه مات وهو في طريقه إلى الشام.
- النخيلة: سميت بذلك في عصر صدر الأسلام، مابين الاعوام 620-752م.

ان قرية الكفل فيها القبة ذات الشكل السلجوقي المقرنص التي على المرقد وومنارة مسجد النخيلة، ويعود بنائهما إلى فترة الحكم المغولي وزمن السلطان المغولي الجايتو محمد خدابنده، والذي أمر ببناء المرقد وقبته مع منارة المسجد سنة 703ه‍، وعلى الطراز المغولي الايلخاني.وليس من الغريب ان تقوم مدن على انقاض مدن أخرى في نفس الموقع، وهذا ما مسجل على بقايا الحواضر التاريخية ومنها مأذنة جامع النخيلة، وكان اندراس جامع النخيلة ربما يعود لأسباب مقصودة، بعد حدوث جدل على ملكية الموقع بين اليهود والمسلمين في عهد الدولة العثمانية.
- دار المليحة أو بر ملاحة: سميت كذلك في العصر العباسي، ومابين الأعوام 752-1276م.[6]

بر ملاحة: بالفتح، والحاء مهملة: موضع في أرض بابل، قرب حلة دبيس بن مزيد، شرقي قرية يقال لها القُسُونات، بها قبر باروخ أستاذ حزقيل، وقبر يوسف الربَّان، وقبر يوشع وليس بابن نون، وقبر عِزرة وليس عَزرة بناقل التوراة، وقبر حزقيل، المعروف بذي الكفل، تقصده اليهود من البلاد الشاسعة للزيارة.
- شوشة : قرية بأرض بابل، أسفل من حلة بني مزيد، بها قبر القاسم بن موسى الكاظم بن جعفر الصادق، وبالقرب منها قبر ذي الكفل، وهو حزقيل، في بر ملاحة[8]

- القسونات : قال حرز الدين، مرقد ذو الكفل في بر ملاحة بقرية القسونات، المعروفة اليوم بقرية الكفل، التابعة إلى الحلة بالعراق، ويقع منتصف الطريق بين الكوفة والحلة، على الضفة الشرقية لنهر الفرات جنب مسجد النخيلة.[9]

- التاجية : نسبة إلى تاج الدين الآوي.

كان تاج الدين أبو الفضل محمد بن مجد الدين الآوي أو الآوجي، مقيماً في قرية بمنطقة الكفل بالعراق، وكان واعظاً لقريته. ولاه السلطان خدابندة نقابة نقباء الاشراف في العراق والري وخراسان، وإصبح له نفوذ واسع. وكان مقتله سنة 711ه‍/1311م، بسبب معاندته الوزير رشيد الدين الهمداني الطبيب، في مسألة مزار ذي الكفل الذي كان لليهود فأخذه تاج الدين منهم فجعله مسجداً. ونودي برأسه المحمول إلى تبريز بعد مقتله، انه رأس اليهودي الملحد.
- الكفل : سميت بناحية الكفل وذلك عام 1850م.[11]

اذن، بر ملاحة بلدة حسنة بين حدائق ونخل، في ارض بابل، قرب حلة بني مزيد، شرقي قرية يقال لها القيسونات، بها قبر باروخ أستاذ حزقيل، وقبر يوسف الريان، وقبر يوشع، وليس بإبن نون، وقيل عزرة، وليس بناقل التوراة، وقبر حزقيل المعروف بذي الكفل، تقصده اليهود من البلاد الشاسعة للزيارة. وهي تعرف اليوم بناحية الكفل وترتبط إدارياً بقضاء الحلة التابع إلى محافظة بابل.